# Трефферс, Бен
Бенжамин «Бен» Трефферс (англ. Benjamin Treffers ; родился 15 августа 1991 года, Канберра, Австралия) — австралийский пловец, специализирующийся в плавании на спине. Бронзовый призёр чемпионата мира.

## Биография
Чемпион игр Содружества 2014 года. Чемпион Австралии и рекордсмен Австралии на дистанции 50 метров на спине. В 2012 году выиграл чемпионат Австралии на дистанции 50 метров на спине.
Участник чемпионата мира по водным видам спорта 2015 года в Казани. Плыл на дистанциях 50 и 100 метров на спине. На дистанции 50 метров в первом раунде, проплыв за 24,74 секунды, занял третье место и вышел в полуфинал. В полуфинале, проплыв за 24,64 секунды, занял третье место и вышел в финал. В финале проплыл за 24,69 секунды, таким образом завоевал бронзовую медаль, уступив французу Камилю Лакуру и американцу Мэттью Гриверсу. На дистанции 100 метров в первом раунде, проплыв за 54 секунды, занял 15 место и вышел в полуфинал. В полуфинале был дисквалифицирован.